# Struts
Struts (Struthio camelus) är en mycket stor, långbent, långhalsad och flygoförmögen fågel som förekommer i Afrika. Den placeras i släktet Struthio, familjen strutsar (Struthionidae) och ordningen strutsfåglar (Struthioniformes). Strutsen är tillsammans med sin nära släkting somaliastrutsen den största nu levande fågeln och lägger även de största äggen. De kan springa i hastigheter upp till 70 km/h. Strutsarna är kända för sina små hjärnor som väger ungefär 40 gram.
Strutsar saknar bröstbenskam och deras fjädrar saknar hakar på bistrålarna vilket gör fjäderdräkten mjuk och fjädrarna kan inte bilda ett lufttätt plan.
Strutsens föda består huvudsakligen av olika växtdelar, men den äter även insekter, maskar och larver. Den lever i nomadiska grupper med mellan fem och femtio individer. När strutsen hotas gömmer den sig antingen genom att lägga sig platt på marken eller också försöker den fly. Om den blir inträngd kan den försvara sig genom att sparka med sina kraftiga ben. Häckningsbeteendet skiljer sig mellan olika regioner, men revirhävdande hanar kämpar för att bilda en grupp tillsammans med mellan två och sju honor.
Strutsar föds upp runt om i världen för produktion av fjädrar, läder, kött och ägg.

## Utbredning och systematik
Vilda strutsar finns idag bara i ett antal av Afrikas torra och halvtorra områden, inklusive Sahel, Östafrikas savanner och torrområden i sydvästra Afrika. Strutsen delas idag upp i följande underarter:
- S. c. camelus – förekommer i och kring Sahel i sydligaste delen av, och söder om, Sahara
- †S. c. syriacus – förekom tidigare i Mellanöstern på den Arabiska halvön, i Syrien, och Irak; sista populationen dog ut 1966[4]
- S. c. massaicus – förekommer i Östafrika huvudsakligen i Kenya, Tanzania och Uganda.; kallas ibland "massajstruts" på svenska
- S. c. australis – förekommer i södra Afrika, söder om floderna Zambezi och Cunene

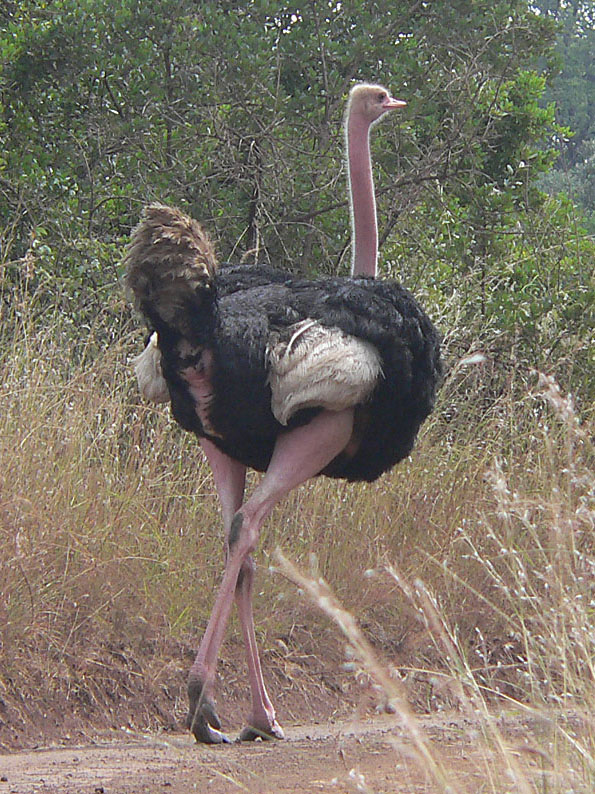
"Massajstruts", förmodligen massaicus, i Nairobi National Park i Kenya. Notera den rosaröda färgen på lår och hals.

Tidigare inkluderades även somaliastrutsen (S. molybdophanes) som underart men urskiljs numera allmänt som egen art.
Strutsen beskrevs första gången taxonomiskt, med sitt nuvarande vetenskapliga namn, 1758 av Linné i hans verk Systema Naturae. Numera placeras familjen strutsar som ensam familj i ordningen Struthioniformes. Tidigare inkluderades flera andra av de så kallade ratiterna, som nanduer, emuer, kasuarer och kivier. Genetiska studier visar dock att tinamofåglarna (Tinamiiformes) är systergrupp till de australasiatiska kasuarerna, emu och kivierna, vilket gjorde Struthioniformes parafyletisk. Lösningen blev att flera auktoriteter har upphöjt nandufåglar, kasuarfåglar och kivifåglar till egna ordningar medan Struthioniformes bara omfattar släktet Struthio. Samma studier visar att de alla tillsammans utgör systergrupp till alla världens övriga idag förekommande fågelarter.

## Utseende och anatomi
Alla strutsens taxa är förhållandevis lika till utseendet. De har små huvuden, långa halsar, stora kraftiga kroppar, långa ben och kraftiga fötter. Hanen är svart med undantag av vingarnas och stjärtens fjädrar som är delvis vita. Honan är gråbrun med vitaktiga ving- och stjärtfjädrar. Hanens längd går upp till 3 meter. Den når ibland en vikt av 150 kilogram. Benen är långa och starka och har vid foten bara två tår. Halsen är nästan naken och vingarna är förkrympta. En detalj som skiljer arterna och underarterna åt är att partier av nacke och lår får olika färger under häckningstid till skillnad från den gråbeige färg strutsen annars har. Somaliastrutsen får en blåaktig färg på nacke och lår, S. c camelus får en röd nacke, medan S. c. massaicus får orangerosa lår och nacke.
Strutsens vingar är tillbakabildade, så kallade rudiment, och den har klor på två av sina "fingrar". Strutsens fjädrar skiljer sig mycket till sin karaktär ifrån flygande fåglars fjädrar. Strutsens fjädrar är mycket mjuka eftersom de saknar hakar på bistrålarna och används främst till isolering mot både kyla och värme. 
Strutsens muskulösa ben är fjäderlösa och den står på två tår varav den största i det närmaste påminner om en hov. Detta är en anpassning som verkar förenkla för strutsen att springa i höga hastigheter och som strutsen är ensam om i fågelvärlden.
Strutsar har tjocka svarta ögonfransar och deras ögon är bland de största hos fåglarna.

## Ekologi
Specifika tider på året för häckning förekommer inte. Ofta lever strutsen i små familjer, som består av en hane och två eller tre honor. Honorna i en grupp lägger tillsammans upp till 20 ägg i en fördjupning i sanden. Ägget som är det största bland fåglar är vitgult, dess längd kan vara 14 till 15 centimeter och väger cirka 2 kg vilket är 1 % av strutsens vikt. Ruvningen görs av bägge könen och ibland överlämnas äggen bara åt solvärmen.
Strutsen är aktiv på natten och dess föda består huvudsakligen av gräs och korn. Ibland tar den också insekter eller andra smådjur. Vid torra tider föredrar strutsen växter som är rika på vatten. Den har inga tänder och ingen kräva och sväljer därför stenar och andra föremål som hjälper att bryta ner födan i djurets mage.
Vid fara springer strutsen med hög hastighet som går upp till 70 kilometer i timmen. Dess fiender utgörs av ormar, hyenor, gamar och människoapor som mest hotar ungdjuren. Strutsen använder bland annat sina fjädrar för att skugga sina ungar och hanarna nyttjar dem även när de utför en sorts parningsdanser. Strutsen kan bli 50 till 60 år gammal.
Med sina kraftiga ben kan strutsen slå lejon och leoparder medvetlös.
Att strutsen vid fara skulle gömma sitt huvud i sanden är en missuppfattning.

## Strutsen och människan

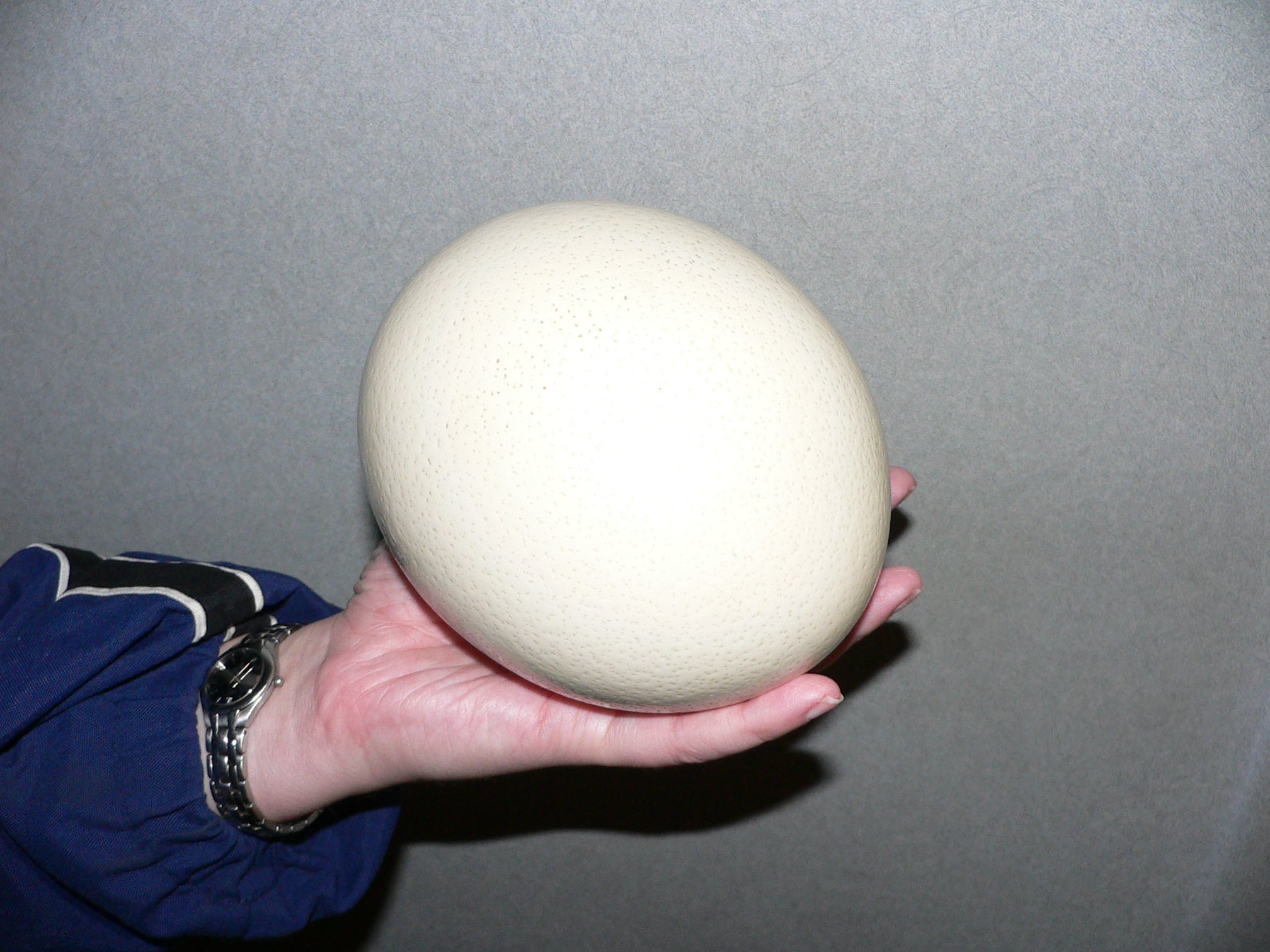
Strutsägg

### Historik
Under romartiden var strutsen efterfrågad för sitt kött, och eftersom den var ett exotiskt djur användes den även i venatio (jaktspel) på arenorna. Strutsar har annars främst jagats och fötts upp för att det funnits en efterfrågan på strutsfjädrar, men även strutsens skinn har tagits tillvara. Strutsfjädrar förekommer som hattprydnader bland annat i landsknektsmodet och under 1800-talet. Under 1700-talet var strutsen nära att utrotas på grund av alltför intensiv jakt. Under 1800-talet började man föda upp strutsar på farmer. Efter första världskriget avtog efterfrågan på strutsfjädrar, men på 1970-talet fick strutsuppfödningen ett nytt uppsving. På senare år har strutsköttet fått en viktigare betydelse.

### "Sticka huvudet i sanden"
Att strutsen vid fara skulle gömma sitt huvud i sanden är en väl utbredd missuppfattning inom populärkulturen. Den äldsta kända källan till detta påstående härstammar från Plinius den äldres Naturalis Historia som skrevs cirka 50-70 e.Kr. I boken om fåglar skrev han om strutsen: om de gömmer sitt huvud och sin hals i ett buskage så tror de att de är helt dolda. Detta påstående har senare förvanskats till att de vid fara skulle gömma sitt huvud i mjuk sand. Denna missuppfattning har lett till talesättet att "sticka huvudet i sanden".

### Produkter av struts

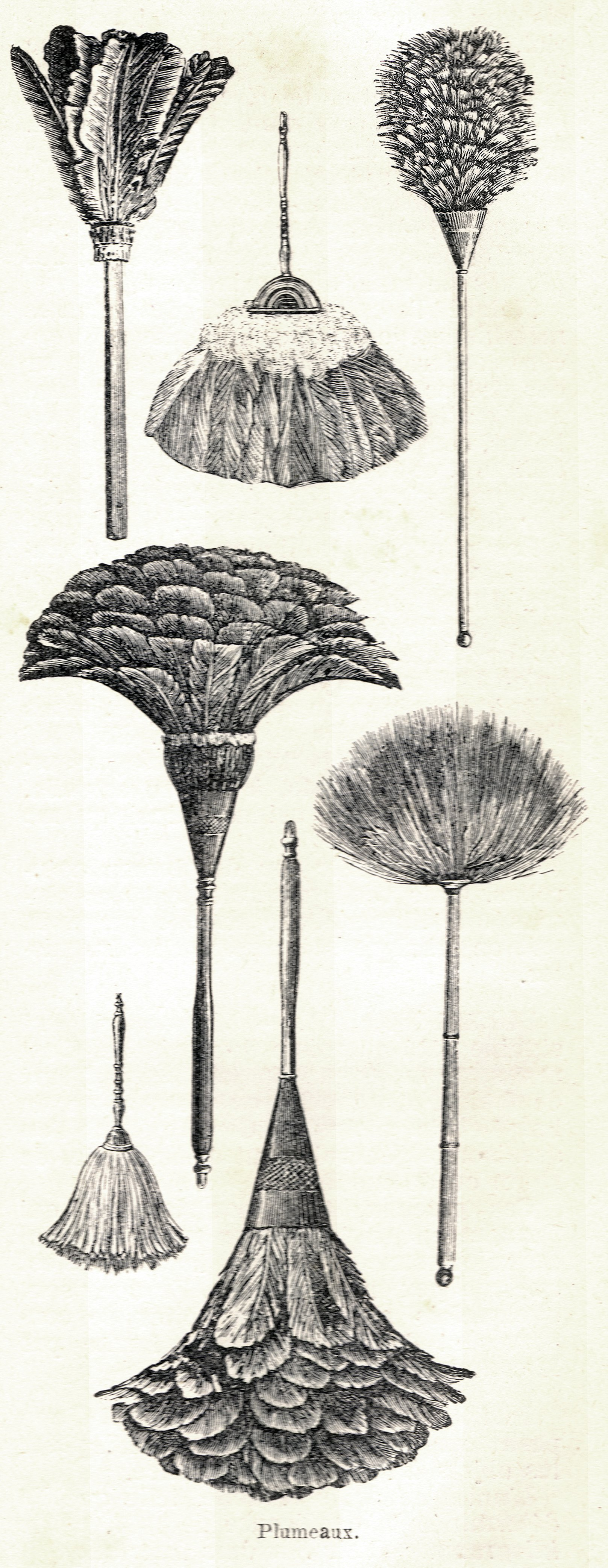
Olika modeller av Dammvippor av strutsfjäder från 1904.

Numera räknas strutsens skinn som den viktigaste produkten. Skinnet är knottrigt och påminner om reptilskinn. Det garvas och används i skinnindustrin bland annat som ersättning för reptilskinn. Strutsskinn är också mycket slitstarkt.
Strutsens fjädrar används av människan till många olika ändamål. Under flera historiska epoker har de varit eftertraktade som hattfjädrar. De används också i dammvippor, som skrivfjädrar, i blomsterarrangemang och till flugbindning. Små strutsfjädrar används bland annat till påskfjädrar. I handeln förekommande strutsfjädrar är ofta blekta eller färgade.
Strutsen föds också upp som köttdjur. De ger mer kött per ytmått än boskap och är därför lönsamma att föda upp. Strutskött är mörkt rött till färgen och liknar magert nötkött i smaken. Det är magert och har högt proteininnehåll, liksom höga halter av järn och kalcium. 
Strutsens äggskal används bland annat till skålar (mer i dekorativt syfte än för daglig användning) och lampskärmar.
Uppfödning av struts förekommer numera i många länder utöver strutsens naturliga utbredningsområde, bland annat i Sverige, men de flesta strutsfarmerna finns i Sydafrika.

## Status och hot
Arten har ett stort utbredningsområde och en stor population, men tros minska i antal, dock inte tillräckligt kraftigt för att den ska betraktas som hotad. IUCN kategoriserar därför arten som livskraftig (LC). Tidigare påverkades beståndet av jakt och handeln med dess plymer, men idag tros habitatförlust vara den drivande kraften bakom att den minskar i antal.